# Іпатов Олександр Володимирович
Олександр Іпатов (нар. 16 липня 1993, Львів) — український шахіст, гросмейстер (2011), з лютого 2012 року виступає за Туреччину.
Його рейтинг на січень 2025 року — 2644 (1-ше — в Туреччині, неактивний з березня 2020 року).

## Ранні роки
Олександр Іпатов народився у Львові (Україна) 16 липня 1993 року. В шахи навчився грати в 4 роки, в 6 років мама відвела Олександра в Львівський шаховий клуб.

## Кар'єра

### 2003–2011
У 2003 році Олександр Іпатов став віце-чемпіоном України до 10 років, в тому ж році на чемпіонаті світу серед юніорів до 10 років зайняв 11 місце серед 133 учасників.
У 2007 році став віце-чемпіоном України серед юніорів до 14 років, та знову завоював право виступу на чемпіонаті світу, де увійшов в топ-10 зайнявши 8 місце.
У 2008 році в віці 15 років двічі став віце-чемпіоном України серед 16 та 20-річних.
З січня 2009 по лютий 2012 року виступав під прапором Іспанії.
У 2011 році з результатом 7 очок з 9 можливих (+6-1=2) зайняв 3 місце на 27 міжнародному турнірі в французькому місті Каппель-ла-Гранд. В липні 2011 року Олександру Іпатову присвоїли звання гросмейстер.

### 2012–2013
З лютого 2012 року виступає під прапором Туреччини. В серпні 2012 року Олександр Іпатов став чемпіоном світу серед юніорів до 20 років, та здобув путівку на Кубок світу ФІДЕ 2013 року.
У березні 2013 року Іпатов став бронзовим призером чемпіонату Туреччини.
У серпні 2013 року поступився в 1 раунді кубка світу ФІДЕ філіппінцю Уеслі Со з рахунком ½ на 1½ очка.
У вересні 2013 року Олександр Іпатов став віце-чемпіоном світу серед юніорів до 20 років.
На командному чемпіонаті Європи, що проходив в листопаді в Варшаві, Олександр набравши 4½ очок з 8 можливих (+3=3-2), показав 13-й результат на другій дошці (турнірний перфоменс склав 2672 очка). Збірна Туреччини при цьому зайняла скромне 24 місце серед 38 країн.
У грудні 2013 року Олександр Іпатов знову у складі збірної Туреччини взяв участь в командному чемпіонаті світу, що проходив в турецькому курортному місті Анталья. Набравши 2½ очок з 8 можливих (+1=3-4) Олександр зайняв лише 8-е місце з 10 шахістів на першій дошці, його турнірний перфоменс склав 2540 очка.

### 2014–2015
У березні 2014 року Іпатов з результатом 6½ очок з 11 можливих (+5-3=3) посів лише 65 місце на 15-му чемпіонаті Європи, що проходив в Єревані.
У червні 2014 року в Дубаї Олександр Іпатов з результатом 6 очок з 15 можливих (+2-5=8), посів 89 місце на чемпіонаті світу з рапіду , та з результатом 9½ з 21 можливого очка (+7-9=5) посів 80 місце на чемпіонаті світу з бліцу.
У серпні 2014 року виступаючи на резервній дошці в Шаховій олімпіаді, що проходила в Тромсе, Іпатов набрав 6½ очок з 10 можливих (+4-1=5), а збірна Туреччини посіла 21 місце серед 177 країн.
У грудні 2014 року набравши 4½ очок з 9 можливих (+3-3=3), посів 85 місце на турнірі «Qatar Masters Open 2014».

У березні 2015 року з результатом 7½ очок з 11 можливих (+5-1=5) посівши 7 місце на чемпіонаті Європи, зумів кваліфікуватися на Кубок світу ФІДЕ року.
У квітні 2015 року, набравши 6 очок з 9 можливих (+5-2=2), Іпатов посів 20-е місце на турнірі «Dubai Open 2015», що проходив у Дубаї.
У вересні 2015 року на кубку світу ФІДЕ вилетів у другому колі поступившись Павлу Ельянову з рахунком 0 — 2.
У грудні 2015 року, набравши 12½ з 13 можливих очок (+12-0=1), Олександр став переможцем чемпіонату Туреччини, а також, з результатом 5½ очок з 9 можливих (+4-2=3) посів 26 місце на опен-турнірі «Qatar Masters Open 2015».

## Зміни рейтингу
| На цьому місці має відображатися графік чи діаграма, однак з технічних причин його відображення наразі вимкнено. Будь ласка, не видаляйте код, який викликає це повідомлення. Розробники вже працюють для того, щоби відновити штатне функціонування цього графіка або діаграми. | |
| | На цьому місці має відображатися графік чи діаграма, однак з технічних причин його відображення наразі вимкнено. Будь ласка, не видаляйте код, який викликає це повідомлення. Розробники вже працюють для того, щоби відновити штатне функціонування цього графіка або діаграми. |